# Amirhossein Maghsoudi
Amirhossein Maghsoudi (pers. امیرحسین مقصودی) – irański zapaśnik walczący w stylu wolnym. Zajął dwudzieste miejsce na mistrzostwach świata w 2018. Brązowy medalista mistrzostw Azji w 2020. Mistrz świata juniorów w 2019; drugi w 2018. Trzeci na mistrzostwach Azji juniorów w 2018. Mistrz świata kadetów w 2016 roku.